# Achajur
Achajur (en arménien Աչաջուր ; anciennement Achasu) est une communauté rurale du marz de Tavush, en Arménie. Elle compte 4 447 habitants en 2008.
Le village à son emplacement actuel remonte au moins au XVIe siècle ; à 7 km se dresse le monastère de Makaravank.